# 应县站

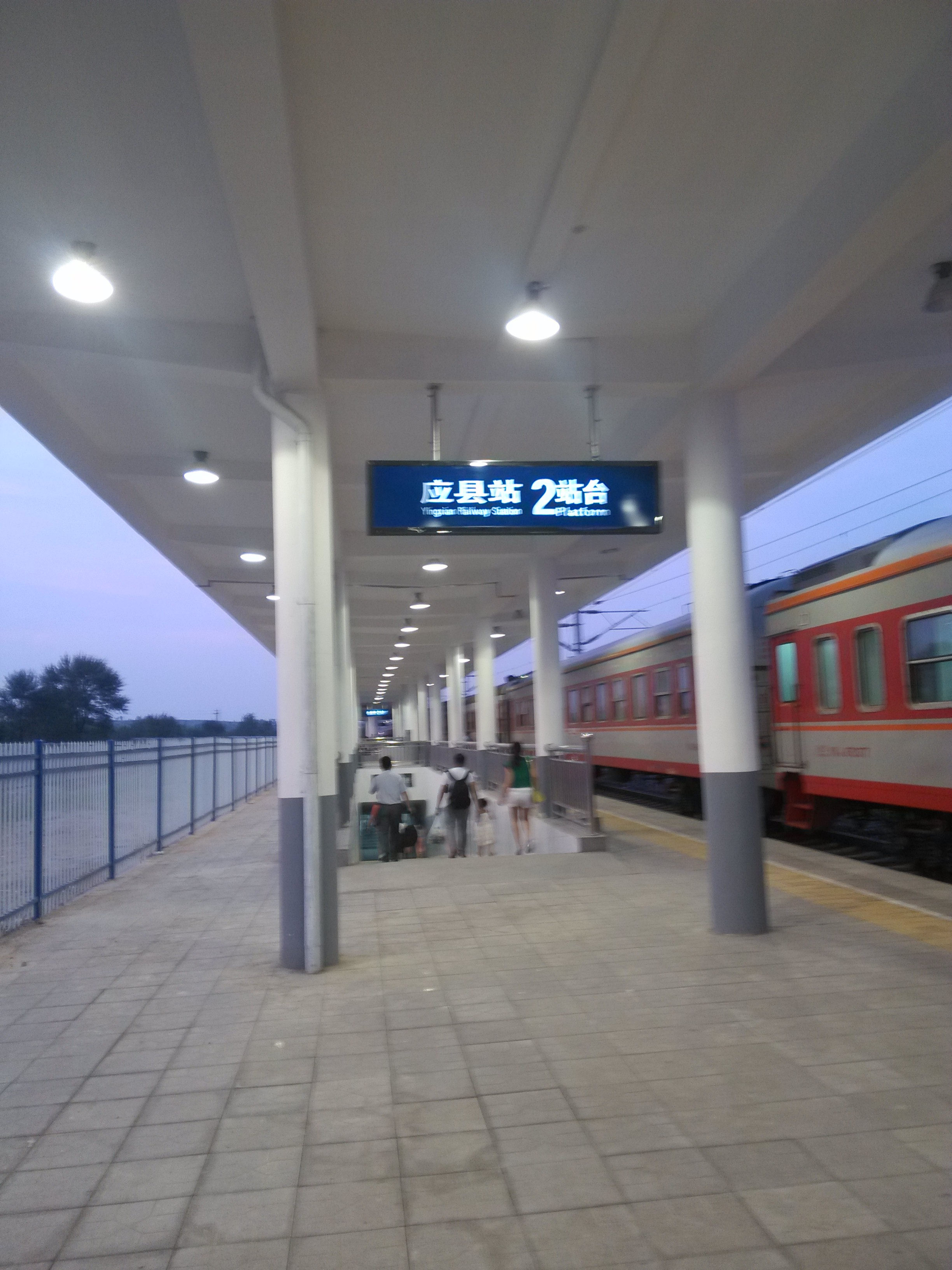
应县站2站台，2014年8月

应县站位于中华人民共和国朔州市应县臧寨乡马庄村，于2014年启用，为中国铁路太原局集团朔州车务段管辖。经过铁路有韩原铁路。

## 历史
- 2014年3月18日，应县火车站开通。[2]7月1日起正式运营。[3]
- 2019年5月1日韩原铁路开行动车组列车，应县站开始停靠动车组列车[4]。
- 2025年1月5日后，由于大西高速铁路全线开通，应县西站同步开通，动车组列车全部移至应县西站停靠，应县站仅有普速列车停靠。

## 使用情况
目前开通的列车有杭州-大同、太原-大同部分车次列车途径应县火车站，其中K892次、K5302次在应县站停车2分钟。
| 列车所属路局 | 目的地               |
| ------------ | -------------------- |
| 太原局集团   | 大同、广州白云、长沙 |